# 張季思
張季思（1542年—？年），字以誠，號凤冈，四川成都府內江縣人，明朝政治人物。

## 生平
九月十四日生，行二，治《書經》，國子生，隆慶四年（1570年）庚午科中式四川鄉試第十五名舉人，年三十九歲中式萬曆八年（1580年）庚辰科会试第二百三十八名，第三甲第二百一十六名進士。大理寺觀政，九年授祁門縣知縣，万历十五年行取，十六年三月选授广西道御史，十七年二月升陕西按察司佥事，二十年六月升本省左参议，轉饷宁夏，平逆贼有功，二十一年四月升湖广副使、管理屯盐水利。二十七年丁憂歸。三十年起补山西副使，本年升本省参政，三十三年养病。

## 家族
曾祖張介，进士、思州知府；祖張作襄，举人、襄阳、阳武、潜江三知縣；父張叔寔（1494年-1572年），字真卿，别號文窝；前母華氏；嫡母姜氏（1509年-1577年）；生母葉氏（1522年-1598年）。永感下，妻余氏，兄季閔，弟季有。